# Parafyllium

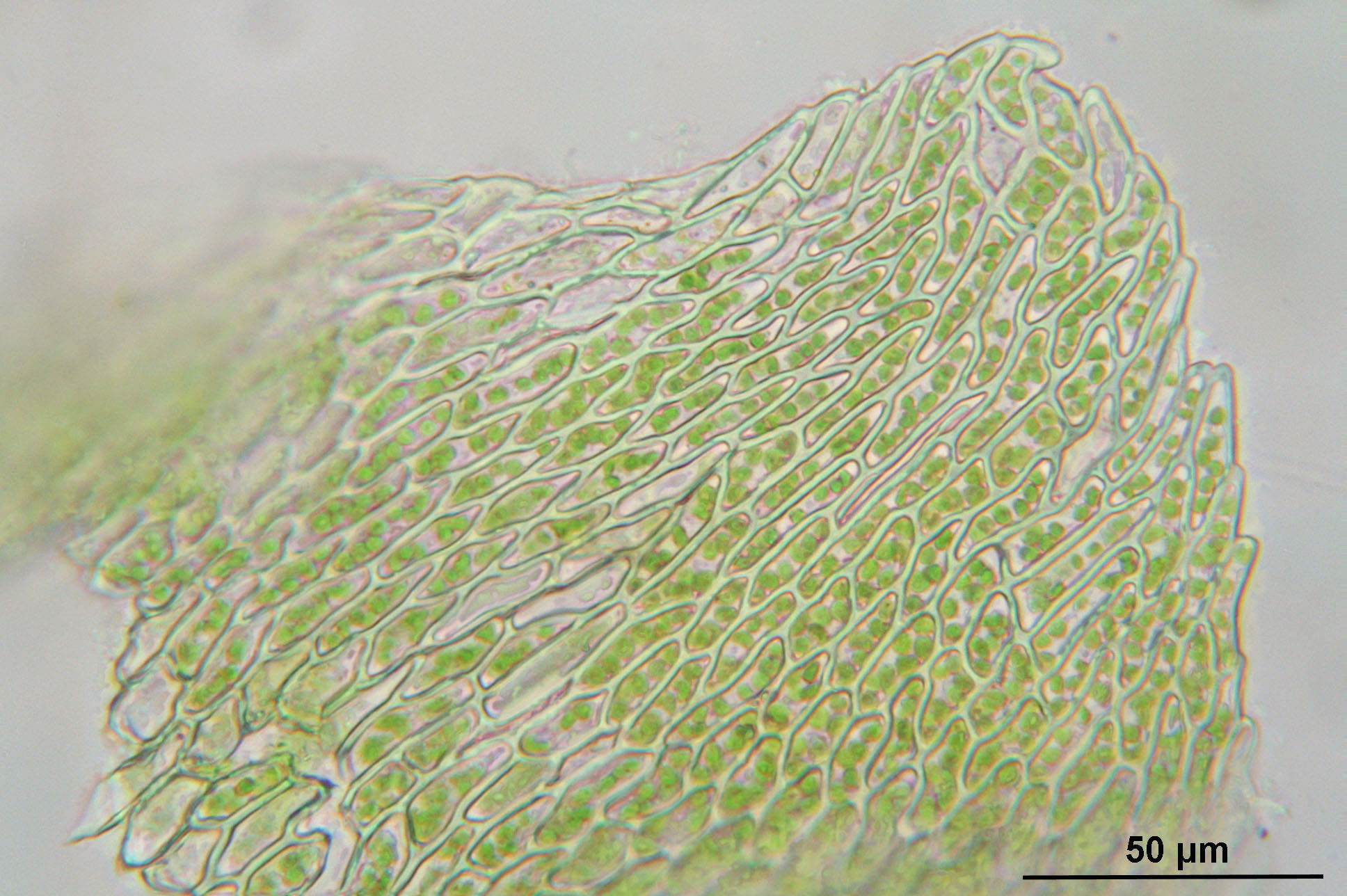
Microscopisch beeld van een dwarsdoorsnede van een pseudoparafyllium van Hypnum procerrimum.

Een parafyllium (meervoud: parafylliën) is bij mossen een vliesvormig uitgroeisel van de stengel en zit tussen de werkelijke bladeren.
Meestal zijn deze parafylliën gespleten of bestaan ze uit priemvormige kleine structuren. Ze vergroten het fotosynthetisch oppervlak.
Pseudoparafylliën zijn overeenkomstige bladachtige structuren bij de Trichocoleales. Ze komen alleen voor aan de basis van de stengel en bij de stengelknoppen. Ze zorgen via capillaire werking voor de verspreiding van water. Ze komen bijvoorbeeld voor bij glanzend etagemos, gewoon thujamos, fraai thujamos en sterrenmos).